# Що таке Єралаш?
«Що таке Єралаш?» («Что такое Ералаш?») — радянський телефільм 1986 року, знятий режисером Юлієм Гусманом на Центральному телебаченні СРСР.

## Сюжет
Музично-телевізійний фільм-вистава, присвячена десятирічному ювілею дитячого кіножурналу «Єралаш».
За участю ансамблю «Бім-бом», дитячого хореографічного ансамблю «Шкільні роки», естрадного театру ляльок «Маріонетки» Палацу культури «Буревісник».

## У ролях
- Максим Сидоров — ведучий
- Федір Стуков — ведучий
- Володимир Сичов — ведучий
- Спартак Мішулін — ведучий / Карлсон / режисер / Король
- Володимир Винокур — співак-пародист
- Григорій Горін — читає розповідь «Їжачок»
- Леонід Бронєвой — редактор «Єралаша»
- Семен Фарада — Толік, автор сценарію «Ріпка» для «Єралаша»
- Наталія Крачковська — мама Льоліка
- Олег Попов — «Пісенька про грим»
- Борис Владимиров — Авдотья Микитівна
- Вадим Тонков — Вероніка Маврикіївна
- Михайло Кокшенов — хокейний воротар / тренер
- Геннадій Хазанов — розповідь М. Зощенка «Фотокарточка»
- Микола Караченцов — пісні «А дитинство не закінчується», «Кіно, кіно, кіно»
- Борис Грачевський — директор кіножурналу
- Олександр Хмелік — редактор
- Сергій Шпаковський — режисер
- Павло Любимов — режисер
- Валентин Ховенко — режисер
- Володимир Алєніков — режисер
- Єгор Дружинін — Васєчкін
- Дмитро Барков — Петров
- Інга Ільм — вчителька
- Катя Медведєва — ілюзіоніст
- Павло Степанов — артист «Єралаша»
- Валерій Льовушкин — з ансамблем «Бім-Бом»
- Ірина Фокіна — з ансамблем «Бім-Бом»
- Вадим Сорокін — з ансамблем «Бім-Бом»
- Олександр Калінін — з ансамблем «Бім-Бом»
- Олександр Озеров — Валерій Леонтьєв, з ансамблем «Бім-Бом»
- Юлій Гусман — телережисер
- Михайло Поліцеймако — глядач
- Марина Ланцова — епізод, пісня про «ЕОМ» / танцююча на балу
- Юра Шашурін — епізод, пісня про «ЕОМ» / танці на балу
- Ксенія Ентеліс — епізод, пісня про «ЕОМ»
- Олексій Фомкін — танцює на балу
- Олександр Мальцев — камео

## Знімальна група
- Режисер — Юлій Гусман
- Сценаристи — Юлій Гусман, Борис Грачевський, Ігор Двінський, Сергій Шпаковський
- Оператор — В'ячеслав Єфімов
- Композитор — Теодор Єфімов
- Художники — Станіслав Морозов, Валерія Ямковська